# Eupogonius tomentosus
Eupogonius tomentosus es una especie de escarabajo longicornio del género Eupogonius, tribu Desmiphorini, subfamilia Lamiinae. Fue descrita científicamente por Haldeman en 1847.

## Descripción
Mide 5-10 milímetros de longitud.

## Distribución
Se distribuye por Bahamas, Canadá y Estados Unidos.